# 東海學園前站
東海學園前站（日语：／ Tōkaigakuenmae eki */?）是位於熊本縣熊本市東區渡鹿九丁目1番1號，九州旅客鐵道（JR九州）的豐肥本線車站。在縣內乘車人次中，僅次於熊本站和新水前寺站，為第3多人使用。
故名思義，車站鄰接東海大學熊本校園（舊・九州東海大學）。此站是東區內唯一JR車站。此站的建設費部分由九州東海大學負擔。

## 歷史
- 1986年（昭和61年）11月1日：日本國有鐵道開設此站[1]。
- 1987年（昭和62年）4月1日 - 伴隨國鐵分割民營化，車站由九州旅客鐵道（JR九州）營運[4][5][6]。
- 2005年（平成17年）10月3日：設置車站大樓，同時成為業務委託車站[7][8]。
- 2012年（平成24年）12月1日 - 此站開始可以使用IC卡SUGOCA[9]。

## 車站構造
車站是一座地面車站，設有1面1線的單式月台。前往大學入口必須通過站內平交道。
在車站啟用當時為無人車站，由於早上繁忙時間站內十分繁忙，加上曾經發生了大學生被通過列車撞死，為了減輕交通擁擠和安全。在2005年（平成17年）10月3日起，車站大樓內由九州東海大學（當時）安排站員當值（星期日、假日沒有人當值）。此站的車站大樓位於大學範圍內，為JR首個車站有這樣設計。
此站是業務委託車站，委托了JR九州支援服務負責車站業務。此站沒有MARS系統，只有POS終端。此站設有自動售票機。

## 利用狀況
在2015年度前的數據來自「熊本市統計書」，在2016年度起的數據來自JR九州官方網站。在2019年度，1日平均乘車人次為1,749人。
| 年度   | 1日平均 乘車人員 | 變化率 |
| ------ | ---------------- | ------ |
| 2001年 | 794              |        |
| 2002年 | 820              | 3.3%   |
| 2003年 | 860              | 4.9%   |
| 2004年 | 914              | 6.3%   |
| 2005年 | 891              | -2.5%  |
| 2006年 | 866              | -2.8%  |
| 2007年 | 841              | -2.9%  |
| 2008年 | 829              | -1.4%  |
| 2009年 | 779              | -6.0%  |
| 2010年 | 789              | 1.3%   |
| 2011年 | 844              | 7.0%   |
| 2012年 | 917              | 8.6%   |
| 2013年 | 1,055            | 15.0%  |
| 2014年 | 1,158            | 9.7%   |
| 2015年 | 1,316            | 13.6%  |
| 2016年 | 1,622            | 23.2%  |
| 2017年 | 1,781            | 9.8%   |
| 2018年 | 1,784            | 0.2%   |
| 2019年 | 1,749            | -2.0%  |

## 車站周邊
車站周邊為住宅區，當時包括了為學生而設的低層公寓。東邊為東海大學和東海大學付屬熊本星翔高等學校。
- 熊本東海學園前郵局
- 東海大學熊本校園[1]
- 東海大學付屬熊本星翔高等學校（日语：東海大学付属熊本星翔高等学校）
- 熊本刑務所（日语：熊本刑務所）
- 熊本縣道145號瀨田熊本線（日语：熊本県道145号瀬田熊本線）
- 國道57號（日语：国道57号）熊本東繞道（日语：熊本東バイパス）

## 巴士路線

### 東海學園前
巴士站位於車站東北方的熊本縣道145號線上。
- 產交巴士（日语：九州産交バス）
  - F1-1、F1-2
子飼橋（日语：子飼橋停留場）、通町筋（日语：通町筋）、櫻町BT（日语：熊本桜町バスターミナル） 方向
  - F1-1
供合（日语：供合村）、運動公園（日语：熊本県民総合運動公園）入口、東熊本第二醫院 方向
  - F1-2
供合、運動公園入口、光之森產交（日语：九州産交バス光の森営業所） 方向

### 渡鹿七丁目
巴士站位於產業道路上。
- 熊本都市巴士（日语：熊本都市バス）
  - G1-4
警察學校、森都醫院（日语：くまもと森都総合病院）、櫻町BT 方向
  - G1-4
日赤醫院（日语：熊本赤十字病院）、長嶺（日语：長嶺 (熊本市)）團地、長嶺小學（日语：熊本市立長嶺小学校） 方向
- 產交巴士（日语：九州産交バス）
  - G1-1、G1-2、G1-3、G1-5
警察學校、森都醫院、櫻町BT、熊本站、西部車廠（日语：九州産交バス熊本営業所） 方向
  - G1-1
保田窪、八反田、託麻綜合出張所、小山團地 方向
  - G1-2
鐵工團地、日赤醫院北出口、託麻（日语：託麻）南、卡車總站 方向
  - G1-3
日赤醫院、小峯、戶島 方向
  - G1-5
日赤醫院、長嶺團地、Park Dome（日语：熊本県民総合運動公園屋内運動広場）、駕駛執照中心（日语：熊本県運転免許センター） 方向

## 相鄰車站
九州旅客鐵道（JR九州）
■豐肥本線
水前寺－東海學園前－龍田口

## 注腳

## 外部連結
- 東海學園前（車站資訊） - 九州旅客鐵道（日語）